# McEwen (Tennessee)
McEwen é uma cidade localizada no estado americano de Tennessee, no Condado de Humphreys.

## Demografia
Segundo o censo americano de 2000, a sua população era de 1702 habitantes.

## Geografia
De acordo com o United States Census Bureau tem uma área de
4,9 km², dos quais 4,9 km² cobertos por terra e 0,0 km² cobertos por água.

## Localidades na vizinhança
O diagrama seguinte representa as localidades num raio de 28 km ao redor de McEwen.